# 李康秊
李康秊（：／，1858年—1908年）是朝鲜王朝末期的一位义兵长，字乐仁，号云岗，本贯全州李氏。是儒学家柳麟锡的门生。
李康秊1858年生于庆尚北道闻庆市，父亲李起台。1880年担任宣略将军行龙卫副司果和宣传官。1884年因为甲申政变丢掉了官职，回到家乡。
1894年东学党起义时，李康秊是闻庆东学军的指挥官，与日军等战斗。1895年乙未事变时也带领一支义兵战斗，在堤川与大韩民国临时政府的义兵合流，开始打游击战。1905年日本和大韩帝国签订了《乙巳条约》，两年后朝鲜高宗退位，李康秊在永春带领一支义兵与原州的闵肯镐一起进攻忠州。1907年12月，李康秊带领部队加入十三道倡议军，之后在加平、麟蹄、江陵、襄阳、龙沼洞、葛其洞、百潭寺等地的战斗中取得胜利。在锦绣山的战斗中，李康秊脚部中弹被捕。1908年，李康秊在汉城的京城监狱（今西大门刑务所）被处以绞刑，享年51岁。1962年，大韓民國政府追授李康秊建国勋章大韩民国章。